# Museum Europäischer Kunst

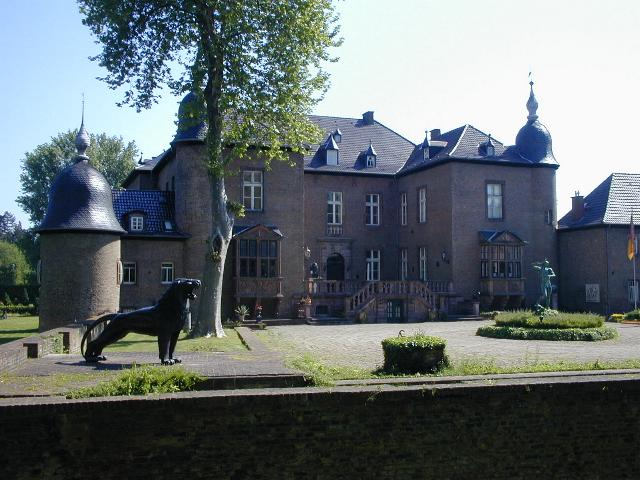
Schloss Noervenich

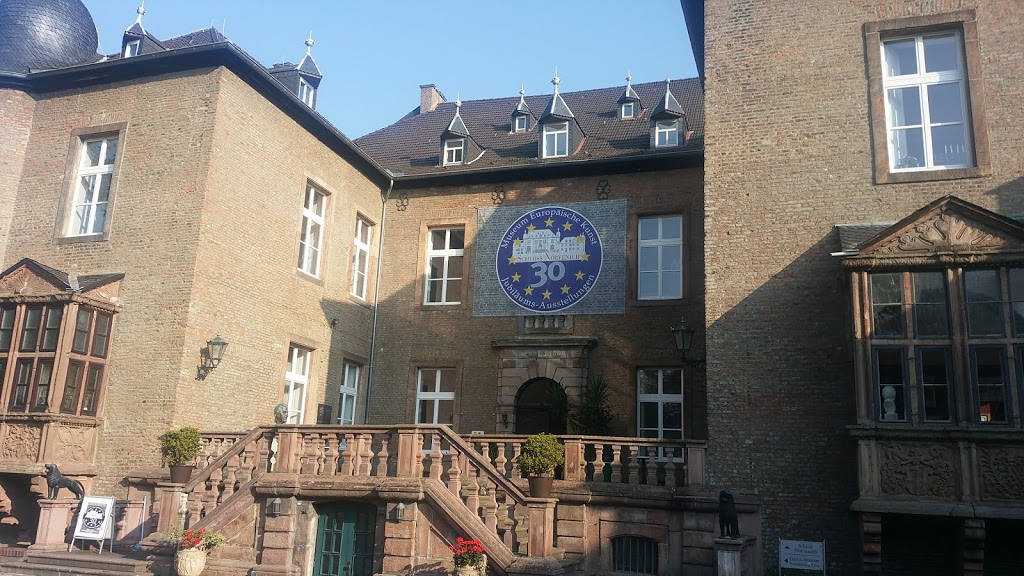
Schloss Nörvenich, Front 2017

Das Museum Europäischer Kunst (auch: Museum Europäische Kunst) befindet sich im historischen Schloss Nörvenich im Kreis Düren, Bundesland Nordrhein-Westfalen. Es wurde 1985 auf Betreiben des Schlosseigentümers Joe F. Bodenstein, der als Pariser Kunsthändler für Arno Breker tätig war, als dessen Privatmuseum eröffnet. Das private Kulturangebot, das im Wesentlichen den Arbeiten Arno Brekers und seiner Künstlerfreunde Salvador Dalí und Ernst Fuchs gewidmet ist, umfasst die Präsentation von Arbeiten der bildenden Kunst aus ganz Europa. Es schließt die Förderung zeitgenössischer Kunstschaffender durch Ausstellungen und Beteiligungen ein.

## Allgemeines und Entwicklung
Das Museum hieß zunächst Museum Arno Breker Schloß Nörvenich und war als Privatmuseum des Künstlers konzipiert. Der Um- und Ausbau der 1980 von der Familie Bodenstein erworbenen historischen Anlage und die Gestaltung des Museums erfolgten unter Einbeziehung der Vorschläge Brekers, der 1990 seinen 90. Geburtstag auf dem Schloss feierte und dort auch begraben werden wollte. Das teils einfach als „Kunst-Museum“ bezeichnete Haus wurde auch noch nach Brekers Tod 1991 bis weit in die 1990er Jahre hinein als Museum Arno Breker angesprochen, wie auch die Angaben auf der Homepage museum-arno-breker.org bestätigen. Noch 2006 wurde es von Reportern als „kaum mehr als eine Breker-Gedenkstätte“ charakterisiert und war 2017 in der Fachpresse als „das einzige Breker-Museum Deutschlands“ bekannt.
Breker übertrug Joe F. Bodenstein mit der Museumsgründung die exklusiven Vertretungsrechte seines Werkes. Zur Stifterfamilie gehören außerdem seine Söhne John G. Bodenstein (Museumsdirektor und Präsident der gemeinnützigen Europäischen Kultur Stiftung EKS) und Marco J. Bodenstein, ein Bonner Fotograf und Kunstverleger, der auch als Geschäftsführer und Ausstellungskurator für das Museum verantwortlich ist. Zu den Förderern der Museumsgründung gehörten neben der Schlossbesitzerfamilie auch öffentliche Persönlichkeiten wie Hans-Dietrich Genscher oder Rita Süssmuth, Spitzenpolitiker der CSU und andere Bekannte Brekers und seines Editeurs Bodenstein, darunter der tschecho-amerikanische Geschäftsmann B. John Zavrel (* 1949), der in Clarence in der Erie County (New York) als tschechischer Honorarkonsul tätig ist und ein von ihm gegründetes Schwestermuseum mit der Bezeichnung Museum of European Art führt, das weitgehend dieselben Künstler ausstellt wie Schloss Nörvenich. Mit ihm verbunden war der französische Schriftsteller Roger Peyrefitte, der als Großmeister eines sonst kaum bekannten Alexander-Ordens Pour le Mérite für Wissenschaft und Künste („Order of Alexander the Great“) fungierte, der mit der Förderstiftung EKS verflochten ist und seinen Sitz auf Schloss Nörvenich hat; ferner Elfie Wörner, Peter Ludwig, die Astrologin und Politikberaterin Ruth Zucker (* 1914) aus Haifa, der Bundeswehroffizier Paul Seimetz aus Nörvenich und andere. Außerdem spielte Brekers in Düsseldorf lebende Witwe Charlotte eine Rolle, die nach seinem Tod Eigentümerin der meisten nicht im Zweiten Weltkrieg zerstörten Breker-Werke ist.
Die Kultureinrichtung in Nörvenich ist als privater Verein Kunst-Museum e. V. verfasst und von staatlichen Subventionen und öffentlichen Mitteln unabhängig. Themen-Ausstellungen des Museums werden von der Europäischen Kultur Stiftung (EKS) unterstützt. Nach Brekers Tod 1991 wurde das Museum ausgebaut und begann seine überregionale Arbeit. Die erste Ausstellung mit dem Titel „Salvador Dalí und Künstler Europas“ wurde vom damaligen Bundesaußenminister Hans-Dietrich Genscher zusammen mit dem spanischen Thronfolger Felipe eröffnet. Dabei wurde in Anwesenheit des Prinzen von Asturien die große Fassung von Brekers Porträtbüste von Dalí auf Schloss Nörvenich aufgestellt. 1996 wurde eine Ausstellung mit dem Titel „Kunst aus Europa“ gezeigt, die außer den Werken der Künstlerfreunde des „Goldenen Dreiecks“ (Breker, Dalí, Fuchs) auch Skulpturen und Gemälde der italienischen Malerin Alessandra Della Valentina (* 1962) sowie von Pierre Peyrolle (* 1945), Kurt Arentz, Henry Moore und Renate Stendar-Feuerbaum (* 1920) präsentierte. Der französische Fantasy-Künstler Pierre Peyrolle ist auch der Schöpfer eines großformatigen Gemäldes, das die „Gründung des Alexander-Ordens“ durch Breker, Dalí, Fuchs, Bodenstein, Peyrefitte und Peyrolle festhält und den Rittersaal des Schlosses dominiert. Gleichzeitig zeigte das Museum 1996/97 eine Retrospektive auf das Gesamtwerk von Arno Breker. Die Breker-Retrospektiven von 1990 und 1996/1997 waren bis zu der umstrittenen Breker-Ausstellung im Sommer 2006 im Schweriner Schleswig-Holstein-Haus die einzigen umfassenden Breker-Präsentationen in Deutschland. Auch ein Breker-Archiv wurde seit 1991 in dem Schloss aufgebaut. Historikern, die sich mit der Aufarbeitung der Biografie Arno Brekers befassen, wird der Zugang sowohl zum Archiv des Museums als auch zum Familienarchiv Brekers bislang verwehrt.
Das Angebot des Kunstmuseums wurde sukzessive durch eine Sammlung Europäische Kunst ergänzt, die neben Werken von Brekers Künstlerfreunden Dalí und Fuchs auch weitere bildende Künstler umfasst, weshalb sich die Einrichtung heute in der Öffentlichkeit als Museum Europäische(r) Kunst präsentiert. Es verfügt über Sammlungen mit dem Gründerkreis verbundener Künstler wie des Porträtbildhauers Kurt Arentz, der Heimatmalerin Birgit Sewekow, der Hamburger Bühnenbildnerin, Malerin und Bildhauerin Renate Stendar-Feuerbaum, des Wuppertaler Zeichners Georg Cadora, des Düsseldorfer Designers Detlef Krebs, der Maler Johannes Günter Patzelt (* 1956) aus Chemnitz und Raphael Lunau aus Gevelsberg, des Bildhauers Siegfried W. Lunau und der Grafiker Elke Seimetz und Rainer Arke aus der Eifel; außerdem über Grafik-Sammlungen von Chagall, Miró, Picasso, Dalí, Maillol, Cocteau, Fini, Christo u. a. Teilweise werden die Werke Dritten für Ausstellungen in Geldhäusern, Kulturstätten und kommunalen Gebäuden als Leihgaben zur Verfügung gestellt.

## Sammlungen und Archive im Museum
Zum 80. Geburtstag des Porträtbildhauers Peter Hohberger eröffnete das Museum 2019 einen eigenen Ausstellungs-Saal mit der „Sammlung Peter Hohberger“, um den Künstler dort permanent zu würdigen.
Unter Mitwirkung der Erben des aus dem früher österreich-ungarischen Erzgebirge stammenden sudetendeutschen Malers und Zeichners Gustav Zindel wurde im Museum das Gustav-Zindel-Archiv gegründet, dessen Ziel es ist, ein offizielles Werkverzeichnis seiner Bilder und Zeichnungen zu erstellen.

## Ausstellungen für zeitgenössische Künstler
Das Museum gibt seit 2015 zeitgenössischen Künstlern die Möglichkeit, ihre Skulpturen und Objekte in der Freilicht-Ausstellung im Park um das Baudenkmal zu präsentieren. Damit sollen vor allem Werke von Kunstschaffenden aus EU-Ländern den Besuchern bekannt gemacht werden.

## Fotografie in Sonderausstellungen
Gezeigt wird auch Fotokunst des 20. und 21. Jahrhunderts. So wurden Ausstellungen mit Arbeiten von Man Ray (Artisten), Karl Lagerfeld (Mode), Arno Breker (Porträts), des Berliner Fotodesigners Dietmar Friton (Architektur), Mathias Richling (Körperlandschaften), Ronald Hirlé (Zeitgeschichte), Horst Niesters (Falknerei und Wild Life) sowie anderer Fotografen gezeigt.

## Porträtsammlung
Das Museum verfügt über eine Sammlung von Porträts bedeutender Männer und auch einiger Frauen des 20. und 21. Jahrhunderts. Sie wurden von Breker und anderen Künstlern in Bildnisbüsten, Reliefs, Plaketten, Medaillen, Zeichnungen, Grafiken und Fotografien festgehalten. Zu den Porträtierten gehören die Bundeskanzler Konrad Adenauer, Ludwig Erhard, Willy Brandt, Helmut Schmidt, Helmut Kohl und Gerhard Schröder sowie die Bundespräsidenten Richard von Weizsäcker, Roman Herzog und Johannes Rau, ferner der frühere Bundestagspräsident Wolfgang Thierse. In einer Sammlung von Frauenporträts ist das großformatige Bildnis von Mildred Scheel des US-Pop-Art-Künstlers Andy Warhol zu sehen.
An ausländischen Staatsmännern befinden sich die US-Präsidenten Ronald Reagan, George H. W. Bush und Bill Clinton sowie Bronze-Büsten von Charles de Gaulle und Václav Havel in der Sammlung.
Aus dem Bereich des Sports gibt es u. a. Büsten von Ulrike Meyfarth, Boris Becker, Steffi Graf und Henry Maske. An religiösen Führern sind u. a. Papst Benedikt XVI., Josef Kardinal Frings und der Dalai Lama vertreten. Zum Bereich Kunst, Musik, Literatur, Wirtschaft gehören die Porträts von Salvador und Gala Dalí, Jean Cocteau, Ernst Fuchs, Richard Wagner, Ludwig van Beethoven, Gerhart Hauptmann, Ernst Jünger, Axel Springer, außerdem Brekers Porträt von Ezra Pound.

## Kulturarbeit und Kooperation
Im Rahmen der europäischen Kulturarbeit bietet das Museum fertig konzipierte Kunstausstellungen „von der Stange“ an, die in Kunstvereinen, Galerien oder Ausstellungsräumen von Städten und Kommunen, Kurbetrieben, Organisationen, Unternehmen und Banken gezeigt werden können. Die gemeinnützige Initiative soll das Schaffen von Künstler aus dem EU-Raum breiter zugänglich machen. Derartige externe Ausstellungen sind unter anderem mit Arbeiten folgender Künstler möglich: Salvador Dalí, Ernst Fuchs, Kurt Arentz, Jean Cocteau, Leonor Fini, Peter Hohberger, Lajos Tar (Porträtzeichnungen), Bernhard Rebmann (PsychoArt), Günter Thelen, Detlef Krebs, Heinz Spilker, Christian Peschke, Fernand Mourlot (Kunstplakate), zeitgenössische Arbeiten junger Künstler aus dem 21. Jahrhundert, christliche Ars sacra der Nonne Maria Geroldine Dörpinghaus, Joan Marcó (* 1998), Elke Seimetz und Werke des Niederrhein-Malers August Erkens.

## Ausstellungen (Auswahl)
- 1982: „36 Künstler für Mildred Scheel“, Laudatio Mildred Scheel zur Benefiz-Kunstausstellung[20]
- 1990: „Amor Vincit Omnia: Arno Breker 90 Jahre“, Laudatio Ernst Fuchs.[21]
- 1991: „Salvador Dalí und Künstler Europas“, Laudatio Kronprinz Felipe von Spanien (Katalog)[22]
- 1992: „Das Pferd in der Kunst“ von Jan Künster, Laudator Alphons Silbermann.[23]
- Kurt Arentz: neue Skulpturen (Katalog) und Dichterlesung mit Roger Peyrefitte (Paris), 85 Jahre
- 1993: Jean Schmitz (Düren), Kalligraphien
- 1994: Ernst Barlach und Käthe Kollwitz, Graphik
- 1995: Von Beuys bis Rückriem – Konträre Kunst
- 1996: Arno Breker. Ein Leben für das Schöne. Breit angelegte Monographie über das gesamte Schaffen Arno Brekers.[5]
- 1996: Aristide Maillol, Holzstiche
- 1997: Gemeinschafts-Ausstellung: Paul Seimetz, Detlef Krebs, Rudolf Liefke; Werkschau Helga Tiemann
- 1998: Renate Stendar-Feuerbaum, plastische Werke (Katalog)
- 1999: Kunst aus Frankreich: André Dunoyer de Segonzac
- 2000: Vergangenheit und Gegenwart: Alexander Calder, Joan Miró, Pablo Picasso, Siegfried Lunau, Karolin Donst u. a.
- 2001: „Porträts des Jahrhunderts“ von Arno Breker[24]
- 2002: „Arno Breker: Zweimal Heinrich Heine-Denkmal Düsseldorf und Norderney“. Dokumentation Hermann Lohausen (Heinrich-Heine-Gesellschaft)
- 2004: „Die Göttlichen Düfte: Salvador Dalí und seine Parfums“ (Katalog)
- 2007: „Binjamin Shalumov: Kunst aus Russland und Dagestan“ (Katalog)[25]
- 2008: „Hommage à August Erkens zum 100. Geburtstag“ (Katalog)
- 2009: „Porträts der Zeitgeschichte: Kurt Arentz“ – Jubiläumsausstellung zum 75. Geburtstag, (Katalog).
- 2010: „Elfriede Luise Vogel – eine deutsche Bildhauerin der Stille.“ Werkschau.
- 2011: Birgit Sewekow: Gemälde, Aquarelle, Zeichnungen, Bronzen. Retrospektive zum 65. Geburtstag.
- 2012: „Jean Cocteau und Arno Breker, eine Künstlerfreundschaft,“ (Katalog)
- 2013: „Hommage à Günter Thelen,“ zum 70. Geburtstag des Bildhauers.
- 2013: Yukio Mishima, Graphik und Dokumente aus Japan, (Katalog)
- 2014: „Hommage a Kurt Arentz“, zum 80. Geburtstag, Mai 2014, (Katalog)
- 2015: „Retrospektive: Joannes Günter Patzelt“, Europäische Kultur-Wochen, Patronat Rita Süssmuth.
- 2015: Lutz Backes: „Porträts und Konterfeis“, 2015
- 2016: „Rainer Arke: Bilder – Spurensuche, 2016,“ (Katalog „back home“)
- 2017: Jubiläums-Ausstellung „30 Jahre internationale Kunst“, mit Sonderausstellungen für Maria Geroldine Dörpinghaus (Katalog), Rainer Arke (Katalog), Muna Götze (Malerei) und Marc Chagall.[26]
- 2018 Elke Seimetz: Bilder aus dem „Reich der Mitte“ (China-Zyklus)

## Publikationen
- Die Göttlichen Düfte – The Divine Fragrances. Parfüme von Salvador Dalí. ISBN 3-921754-39-9.
- Kurt Arentz. Portraits und neue Skulpturen. ISBN 3-925176-07-1.
- Birgit Sewekow. Eine Malerin in Europa. ISBN 3-921754-38-0.
- Renate Stendar-Feuerbaum. Skulpturen 2000–2005. ISBN 3-921754-40-2.
- Christian Peschke – Maler und Bildhauer. ISBN 978-3-921754-45-0.Verlag EKS
- Ulrike Mühlbauer: Jean Schmitz – Bretonische Skizzen (1997), Museum Europäische Kunst/Marco-VG (Bonn), ISBN 3-925176-10-1.
- Yukio Mishima – The Boy who writes Poetry. Beate von Kessel, Marco-VG, ISBN 978-3-921754-48-1.
- ARS SACRA von Maria Geroldine Dörpinghaus 2017, Hrsg. von John G. Bodenstein/Konrad Adenauer III., Europäische Kultur Stiftung (EKS), Verlag Marco-VG (Bonn/Berlin), ISBN 978-3-921754-51-1.